# 1608 w literaturze
Wydarzenia literackie w 1608 roku.

## Nowe dramaty
- zagraniczne
  - William Szekspir, Król Lear

## Urodzili się
- 9 grudnia – John Milton, poeta angielski (zm. 1674)

## Zmarli
- Andrzej Zbylitowski (prawdopodobnie)